# Hongguang (socken i Kina, Heilongjiang)
Hongguang (kinesiska: 红光, 红光乡) är en socken i Kina. Den ligger i provinsen Heilongjiang, i den nordöstra delen av landet, omkring 440 kilometer nordost om provinshuvudstaden Harbin.
Genomsnittlig årsnederbörd är 999 millimeter. Den regnigaste månaden är juli, med i genomsnitt 245 mm nederbörd, och den torraste är januari, med 9 mm nederbörd.